# Teseo e Arianna (9052)
Teseo e Arianna è un affresco rinvenuto nella casa dei Capitelli Colorati a Pompei e custodito all'interno del Museo archeologico nazionale di Napoli.

## Storia
Realizzato tra il 45 e il 79, l'affresco era posto in un oecus della casa dei Capitelli Colorati; a seguito del ritrovamento della casa fu staccato dalla sua collocazione originale per ricavarne un quadretto.

## Descrizione
Classico tema della pittura pompeiana, raffigura il momento dell'abbandono sull'isola di Nasso di Arianna da parte di Teseo. Arianna, al centro della scena, è raffigurata mentre dorme sdraiata su un letto di alghe e poggiata con la schiena e il capo su grossi cuscini a fasce colorate: è nuda, con un manto che le ricopre le gambe, abbellita con monili e tra i capelli, acconciati con una doppia fila di ricci, una corona di fiori. Teseo è sulla destra, anch'esso con corona di fiori sul capo, nudo, con un mantello che lo ricopre parte della spalla destra e la gamba sinistra, ed è raffigurato nell'atto di salire sulla passerella della barca. Sullo sfondo, in lontananza, si intravede una città cinta di mura.